# Halterofília als Jocs Olímpics d'Estiu de 1920 - pes semipesant
La competició del pes semipesant, amb un pes dels aixecadors inferior a 82,5 kg, va ser una de les cinc proves d'halterofília que es disputà durant els Jocs Olímpics d'Anvers de 1920. Hi van prendre part 11 aixecadors en representació de 9 nacions.

## Medallistes
| Or                  | Plata                   | Bronze                |
| Ernest Cadine (FRA) | Fritz Hünenberger (SUI) | Erik Pettersson (SWE) |

## Resultats
| Pos. | Aixecador           | Nació          | Total | Pes alçat | Pes alçat | Pes alçat |
| Pos. | Aixecador           | Nació          | Total | Arrancada | Impuls    | Dos temps |
| ---- | ------------------- | -------------- | ----- | --------- | --------- | --------- |
| 1    | Ernest Cadine       | França         | 295,0 | 70,0      | 90,0      | 135,0     |
| 2    | Fritz Hünenberger   | Suïssa         | 277,5 | 75,0      | 90,0      | 112,5     |
| 3    | Erik Pettersson     | Suècia         | 267,5 | 62,5      | 92,5      | 112,5     |
| 4    | Erik Carlsson       | Suècia         | 262,5 | 67,5      | 75,0      | 120,0     |
| 5    | Maurice Devène      | França         | 250,0 | 65,0      | 70,0      | 115,0     |
| 6    | Gino Mattiello      | Itàlia         | 235,0 | 60,0      | 70,0      | 105,0     |
| 7    | Jan Welter          | Països Baixos  | 230,0 | 65,0      | 70,0      | 95,0      |
| 8    | Jaroslav Dvořák     | Txecoslovàquia | 227,5 | 55,0      | 65,0      | 107,5     |
| 8    | Lionel Van Der Roye | Bèlgica        | 227,5 | 57,5      | 65,0      | 105,0     |
| 10   | Søren Petersen      | Dinamarca      | 217,5 | 55,0      | 57,5      | 105,0     |
| 11   | Rudolf Ekström      | Finlàndia      | 70,0  | 70,0      | SP        | SP        |